# Draba insularis
Draba insularis är en korsblommig växtart som beskrevs av V.V. Pissjaukova. Draba insularis ingår i släktet drabor, och familjen korsblommiga växter. Inga underarter finns listade i Catalogue of Life.